# Stefano Emili
Stefano Emili (Castel Gandolfo, 27 dicembre 1957) è un canoista italiano.

## Carriera
Più volte vincitore dei Campionati Italiani Assoluti nella specialità della canoa canadese olimpica e componente della rappresentativa italiana in molteplici competizioni internazionali, è stato medaglia al valore atletico nell'anno 1979.
Ha vinto le edizioni 1994 a Brisbane, 1998 a Portland(USA), 2002 a Melbourne e 2005 a Edmonton(Canada) dei World Master Games nella sua specialità.
In qualità di allenatore ha una medaglia d'argento ai campionati europei femminili juniores nel 2010 a Mosca categoria c1 200.
Ideatore dell'imbarcazione Wallaby C15, nata dall'esperienza maturata in Canada, con l'obiettivo di avvicinare il maggior numero possibile di sportivi alla specialità della Canoa Canadese Olimpica.
Allenatore impegnato da anni nella promozione e divulgazione dello sport fra i giovani.